# Wahlen zum Repräsentantenhaus der Vereinigten Staaten 1878
Die Wahlen zum Repräsentantenhaus der Vereinigten Staaten 1878 fanden ab dem 3. Juni 1878 statt. Dabei wurden in den Vereinigten Staaten an verschiedenen Wahltagen die Abgeordneten des Repräsentantenhauses gewählt. Die Mehrheit der Staaten wählte am 5. November 1878. Die Wahlen waren Teil der allgemeinen Wahlen zum 46. Kongress der Vereinigten Staaten in jenem Jahr, bei denen auch ein Drittel der US-Senatoren gewählt wurden. Da die Wahlen etwa in der Mitte der Amtszeit des Republikanischen Präsidenten Rutherford B. Hayes stattfanden (Midterm Election), gelten sie auch als Votum über die bisherige Politik des Präsidenten.
Zu dieser Zeit bestanden die Vereinigten Staaten aus 38 Bundesstaaten. Es waren 293 Abgeordnete zu wählen. Die Sitzverteilung basierte auf der Volkszählung von 1870.
Bei den Wahlen kam es zu der in der amerikanischen Geschichte seltenen Situation, dass beide große Parteien Sitze verloren. Die Demokraten blieben zwar die stärkste Fraktion, verloren aber ihre absolute Mehrheit. In der Folge konnten sie aber durch Bündnisse mit den Splitterfraktionen weiterhin eine Mehrheit im Repräsentantenhaus erreichen. Hintergrund dieses Wahlausgangs war eine instabile wirtschaftliche Lage und das Aufkommen der United States Greenback Party. Diese Partei trat für den permanenten Gebrauch von Banknoten (Papiergeld) ein. Dadurch, so erhofften sie sich, würde es besser möglich sein Schulden zu bezahlen und besonders für Landwirte höhere Preise zu erzielen. Diesem Gedanken folgten viele Wähler und die Partei konnte auf Anhieb 13 Abgeordnete in den Kongress entsenden.
Wahlberechtigt und wählbar waren nur Männer. Frauen waren noch bis 1920 auf Bundesebene von Wahlen ausgeschlossen. Vor allem in den Südstaaten war das Wahlrecht durch Gesetze eingeschränkt, die das Wahlrecht an ein bestimmtes Steueraufkommen knüpften. Dadurch wurden ärmere Weiße, vor allem aber viele Afro-Amerikaner vom Wahlrecht ausgeschlossen.

## Wahlergebnis
- Demokratische Partei 141 (155) Sitze
- Republikanische Partei  132  (136) Sitze
- United States Greenback Party: 13 (0) Sitze
- Sonstige 7 (2)

Gesamt: 293
In Klammern sind die Ergebnisse der letzten Wahl zwei Jahre zuvor. Veränderungen im Verlauf der Legislaturperiode, die nicht die Wahlen an sich betreffen, sind bei diesen Zahlen nicht berücksichtigt, werden aber im Artikel über den 46. Kongress im Abschnitt über die Mitglieder des Repräsentantenhauses bei den entsprechenden Namen der Abgeordneten vermerkt. Das Gleiche gilt für Wahlen in Staaten, die erst nach dem Beginn der Legislaturperiode der Union beitraten. Daher kommt es in den Quellen gelegentlich zu unterschiedlichen Angaben, da manchmal Veränderungen während der Legislaturperiode in die Zahlen eingearbeitet wurden und manchmal nicht.